# Anderland: een Brandaan mythe
Anderland: een Brandaan mythe is een Nederlandstalige jeugdroman, geschreven door Paul Biegel en uitgegeven in 1990 bij Uitgeverij Holland in Haarlem. Het boek, dat als een van de weinige werken van Biegel niet specifiek op kinderen is gericht, werd in 1993 bekroond met de Woutertje Pieterse Prijs. Het is een moderne versie van het verhaal over de heilige Brandaan van Clonfert, een figuur uit de Keltische mythologie.